# 學長學弟制
學長學弟制是一種依照年資和經歷來區別輩分，常行於在各級學校或機關（機構）、軍事團體、警消團體和體育團體等等的一種正規體制外的不成文規範，為約定成俗的潛規則。
如果是以女性為主的團體，如空服員和啦啦隊，則稱為學姐學妹制。
其是前輩、後輩概念的一種分類，前輩稱為學長、學哥、學姐、師兄和師姐；後輩稱為學弟、學妹、師弟和師妹。
前輩將經驗傳承給後輩，使後輩能夠更快成為團體中稱職的成員。然而前輩也可能在此權力關係中，對後輩進行不合情理的要求。前輩對後輩的壓迫可能會基於不成熟的報復心態，不斷代代複製，如同華人社會中的婆媳關係。不論前輩晚輩皆排擠者，韓文稱為期數列外。

## 在軍隊中
以軍事單位為例，在正規的法治制度下，新兵皆由士官或軍官來帶領，然而因士官或軍官的員額有限，或者業務量繁重，通常管教新兵（或管教新進士官）的任務，交由資深兵員（俗稱老兵）來執行。這種制度亦有所謂「以兵代士」的說法，例如由資深的兵員執行安全士官（安官）之任務，或者是查勤、查艙、查舖、帶哨、查哨的任務。
正規制度下，領導或管理幹部，必須由士官以上之人員來執行，而非由資深士兵來執行，然而「學長學弟制」仍普遍存在於各國的軍事單位當中。在領導階層員額不足，或業務量繁重之狀況，資深人員可以代替領導幹部，來管教資淺人員，如此一來，可大幅減少領導管理幹部的勤務量。然而由於是不成文規定，因此責任義務也難以明清，容易造成權力濫用。以軍事單位為例，中層資深人員通常不具備士官或軍官之資格、未曾受過領導統御等專業訓練。
在戰爭中，領導階層皆被殺時（作戰守則，依軍階大小開始殺，癱瘓敵人之指揮作戰能力），常以作戰經驗多寡決定臨時領導順序。如電影《搶救雷恩大兵》中，米勒上尉找到詹姆斯·雷恩時，雷恩大兵正承接該區領導職務，詹姆斯·雷恩對米勒上尉說「現場沒有指揮官，就你最大，請長官下命令吧！」。然而學長學弟制從戰時起作為潛規則留存至今，其也是軍隊弊案或不當管教事件頻傳的主因之一。